# James Fletcher (Politiker)

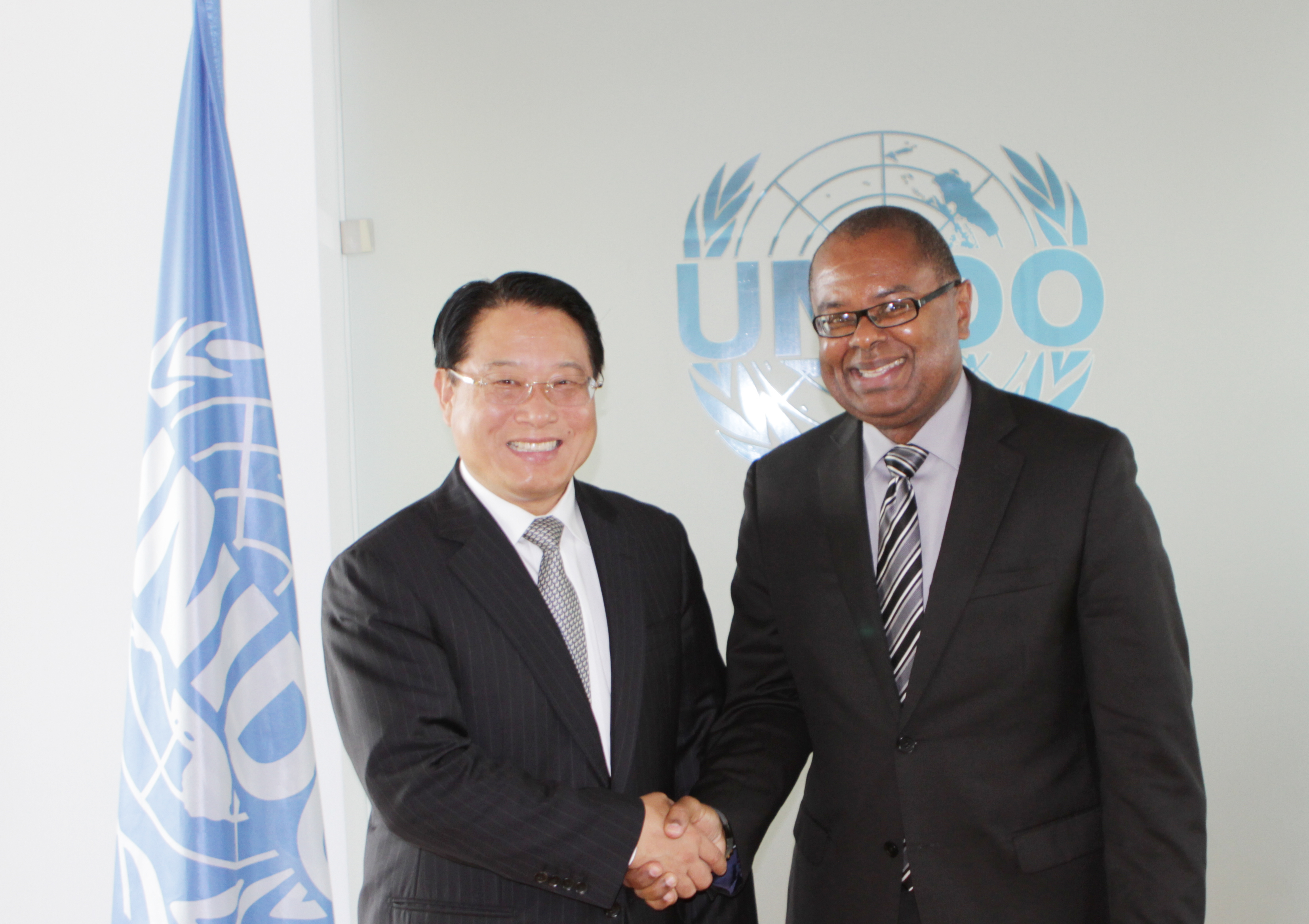
James Fletcher (rechts) mit Li Yong, dem Generaldirektor der Organisation der Vereinten Nationen für industrielle Entwicklung (UNIDO) (2013)

James Fletcher ist ein Politiker aus St. Lucia. Von 2011 bis 2016 war er Minister für den Öffentlichen Dienst, Information, Rundfunk, nachhaltige Entwicklung, Energie, Wissenschaft und Technologie.

## Leben
Fletcher studierte Biochemie an der Universität Ottawa (1981–1986, B.Sc.) und promovierte 1990 an der Universität Cambridge in Pflanzenphysiologie.
Von 1998 bis 2003 war er Staatssekretär im Ministerium für Landwirtschaft, Forstwirtschaft und Fischerei und von 2003 bis 2007 Kabinettsstaatssekretär der Regierung von St. Lucia. Im April 2008 wurde er zum Direktor für soziale und nachhaltige Entwicklung im Sekretariat der Organisation Ostkaribischer Staaten ernannt und hatte dieses Amt drei Jahre lang inne. Anschließend war er von 2011 bis 2016 Minister für den Öffentlichen Dienst, Information, Rundfunk, nachhaltige Entwicklung, Energie, Wissenschaft und Technologie von St. Lucia. In dieser Funktion war er jahrelang einer der Verhandlungsführer für die Karibische Gemeinschaft (CARICOM) bei den internationalen Verhandlungen über den Klimawandel, sowohl im Vorfeld als auch während der UN-Klimakonferenz in Paris 2015, die zur Verabschiedung des Übereinkommens von Paris führte. Während der Verhandlungen in Paris gehörte er einer Vermittlungsgruppe an, die vom französischen Außenminister Laurent Fabius eingesetzt worden war.
Derzeit ist er geschäftsführender Direktor seiner Beratungsgesellschaft  Soloricon Ltd. Diese Position hatte er zuvor bereits von Januar 2007 bis März 2008 inne. Er fungiert auch als Berater der gemeinnützigen Organisation Solar Head of State.
2019 wurde er vom Chevening-Stipendienprogramm als einer der Chevening 35 Global Changemakers ausgewählt.